# Bogár István (zeneszerző)
Bogár István  (Budapest, 1937. augusztus 20. – ?, 2006. december 26.) magyar zeneszerző.

## Élete
A budapesti Bartók Béla Zeneművészeti Szakközépiskolában Gergely Ferencnél orgonát, Perlaki Józsefnél harsonát, Szelényi Istvánnál pedig zeneszerzést tanult. 1958–63-ig a Liszt Ferenc Zeneművészeti Főiskolán Szervánszky Endrénél folytatta zeneszerzés-tanulmányait.
1957–68 között a Fővárosi Zeneiskola Szervezetben tanított.
1968–72-ig a Zeneműkiadó Vállalat főszerkesztő-helyetteseként, ezután 1983-ig az Országos Filharmóniánál dramaturgiai csoportvezetőként, valamint az Állami Hangversenyzenekar művészeti titkáraként tevékenykedett. 1983-tól a Magyar Rádió zenei együtteseinek igazgatójaként dolgozott. 
Együttesével, a Budapesti Strauss Zenekarral a világ több mint harminc országában szerepelt.

## Díjai
- 1976 Szocialista Kultúráért
- 1976 OIRT II. díj
- 1979 SZOT pályázat I. díj
- 1980 SZOT pályázat I. díj
- 1984 MR Nívódíj
- 1984 OIRT II. díj (kettő)

## Főbb művei

### Zeneművek
- Oratórium, kantáta, várjáték.
- Versenyművek, illetve concertino-k harsonára, tubára, trombitára, hegedűre, zongorára.
- Kettősversenyek: két hegedűre, két kürtre, trombitára és kürtre.
- Fúga nagyzenekarra.
- Kamarazene: vonósokra, fúvósokra, cimbalomra és vegyes hangszerekre.
- Fúvószenekari művek.
- Ifjúsági művek: vokális, zenekari és kamaraművek, zenés mesék.

### Publikációk
- Könyv: A rézfúvós hangszerek 1975.
- Harmonikaiskola I-II. (Várhelyi Antallal)

## Diszkográfia
- Kortárs magyar fúvószene  Hungaroton HCD 31612 – közreműködő
- 1996 Magyar zeneszerzők rézfúvós kamarazenéje  Hungaroton HCD 31680 – közreműködő